# 8-ма ракетна бригада (Румунія)
8-ма ракетна бригада імені Александру Йоана Кузи (рум. Brigada 8 Rachete Operativ-Tactice «Alexandru Ioan Cuza») — складова Сухопутних військ Румунії. Носить ім'я князя Александру Кузи з 2006 року.

## Історія
2-гу важку артилерійську бригаду розгорнули в Бухаресті 1 липня 1916 року. Під цією назвою формування узяло участь в обох світових війнах, зокрема, у Другу світову визволяло Угорщину та Чехословаччину.
У лютому 1949-го бригаду передислокували до Фокшан, а наступного року перейменували на 8-му важку артилерійську бригаду. Відтоді бригада кілька разів міняла назви й нумерацію, доки не отримала поточну назву.
2021 року бригада отримала РСЗВ-установки M142 HIMARS, навички роботи на яких покращувала у 2023-2024 роках на міжнародних навчаннях НАТО «Рухливий Фронт» (англ. Dynamic Front 23) та окремо з американською бригадою спеціальних операцій відповідно.

## Склад
| Штаб · 81-й РеАДн · 84-й РТБ 83-й РеАДн 96-й РеАДн |
| 81-й реактивний артилерійський дивізіон Фокшани    |
| 83-й реактивний артилерійський дивізіон Бирлад     |
| 84-й радіотехнічний батальйон Фокшани              |
| 85-й батальйон забезпечення Бирлад                 |
| 96-й реактивний артилерійський дивізіон Плоєшті    |